# 波特瓦特米鎮區 (堪薩斯州富蘭克林縣)
波特瓦特米鎮區（英語：Pottawatomie Township，或譯波特沃托米鎮區）為美國堪薩斯州富蘭克林縣的鎮區。2010年美国人口普查中該鎮區人口有605人。

## 地理
波特瓦特米鎮區涵蓋面積101.04平方（39.01平方英里），境內擁有一座城市：萊恩。根據美國地質調查局的資料，此鎮區擁有3座墓園：貝克墓園（Baker Cemetery）、萊恩墓園（Lane Cemetery）以及尼德姆墓園（Needham Cemetery）。
該鎮區有哈恩溪（Hahn Creek）、哈德菲什溪（Mosquito Creek）、波特沃托米溪（Pottawatomie Creek）、北福克薩克支流（North Fork Sac Branch）以及南福克薩克支流（South Fork Sac Branch）等溪流通過。

## 人口統計
根據2010年美國人口普查，波特瓦特米鎮區人口有605人，人口密度為5.99人/平方公里。種族組成方面，98.68%為白人；0%為非裔美洲人；0.17%為美洲原住民；0.33%為亞洲人；0%為太平洋島民；0.17%為來自其他種族；另外有0.66%來自兩個或以上的種族。而其他族裔如西班牙裔美國人或拉丁美洲人等佔該鎮區人口的1.16%。

## 外部連結
- USGS Geographic Names Information System (GNIS) （页面存档备份，存于）
- US-Counties.com
- City-Data.com （页面存档备份，存于）